# Pensri Poomchoosri
Pensri Pomchoosri (en tailandés: เพ็ญ ศรี พุ่ม ชู ศรี, 17 de junio de 1929, en la provincia de Phitsanulok † 14 de mayo de 2007, en Samut Prakan), fue una cantante de música pop y actriz tailandesa, activa por más de cinco décadas, desde la década de 1940. Fue nominada como la mejor Artista Nacional de Tailandia en 1991. Se casó con el escritor Suwat Woradilok, también un artista nacional, quien murió el 15 de abril de 2007. Su apodo era Pee Jow.

## Biografía

### Primeros años y carrera
Nacida en Pongsri Pomchoosri en la provincia de Phitsanulok, entró a concursos de canto a la edad de ocho años. Ella ganó varios trofeos, incluyendo una de las Phu Khao Thong (Golden Montaña), justo, donde un número de artistas hicieron su debut musical. A la edad de 12 que había grabado un disco, ella había cambiado su nombre a Pensri. Su primer disco, Sila Tham Tang Ha (Cinco Preceptos en el budismo), fue escrita por el reconocido compositor Siwa Woranat.
Como adolescente, Pensri se unió a una banda liderada por Eua Sunthornsanan y Wes Sunthronchamorn, y recibió entrenamiento vocal. Ella atrajo la aclamación nacional en 1947, cuando ella realizó "Sai Fon", una canción compuesta por el Rey Bhumibol Adulyadej, en una transmisión en vivo. Ella grabó la canción en 1948. Otras canciones que se recuerda por incluir "Sakultala", "El hombre Sai Yoi" y "Rampan Sawad".

## Su matrimonio y la cárcel
En 1951 y 1952 se unió a un grupo de teatro de Suwat Woradilok. Los dos artistas se casaron. Pensri apareció en la película musical, Dark Heaven, lanzado en 1958. Suwat escribió y produjo, y fue dirigida por Rattana Pestonji.
La pareja se convirtió en una polémica provocando ciertos escándalos cuando regresó de un viaje a China en 1957 y fueron acusados por participar en actividades comunistas y luego encarcelado. En la cárcel, ella permaneció al lado de su marido, y se la negó su libertad condicional. Ella fue encarcelada durante cuatro años. Después de su liberación, Pensri volvió nuevamente a los escenarios. 

## Últimos años
En 1991 fue nombrada Artista Nacional en las artes escénicas (música internacional), junto con Suwat, quien fue nombrado ta, bien Artista Nacional de Literatura.
Suwat murió el 15 de abril de 2007. Menos de un mes después, el 14 de mayo, Pensri ahogada de pena y soledad, mientras desayuna y se desmayó. Fue trasladada de inmediato a una clínica local, y luego en el hospital de Muang Samut en Samut Prakan, donde se desmayó de nuevo y murió de una insuficiencia cardíaca.
Los ritos funerarios se celebraron en Wat Makut Kasattriyaram en Bangkok y su cuerpo iba a ser cremado junto con el de su marido. 